# Бертоне, Хуан Карлос
Хуа́н Ка́рлос Берто́не (исп. Juan Carlos Bertone; дата рождения неизвестна — умер в 1938 году в Монтевидео) — уругвайский футболист и тренер.

## Биография
Бертоне на клубном уровне выступал за «Уондерерс» из Монтевидео с 1906 по 1910 год. В 1906 году вместе со «странниками» стал чемпионом Уругвая. Этот успех с командой он повторил в 1909 году.
В те же годы выступал за сборную Уругвая. В 1907—1908, а также в 1909—1910 годах Бертоне выводил сборную в качестве капитана команды, а поскольку на тот момент ещё не было должности главного тренера, он фактически выполнял роль играющего тренера в этих поединках. За этот период он пропустил одну игру против Аргентины, состоявшуюся 4 октября 1908 года в Буэнос-Айресе, в которой капитаном был Хуан Пена. Всего за сборную Уругвая с 21 октября 1906 по 15 августа 1910 года Бертоне провёл 11 матчей. Единственный гол за национальную команду Бертоне забил 15 августа 1908 года в ворота аргентинцев в домашнем поединке за Кубок Липтона на Парк Сентрале. Гол на 75-й минуте позволил уругвайцам сравнять счёт — 2:2 — этот результат стал итоговым. В 1910 году в составе сборной принял участие в Кубке Столетия Майской революции, ставшим предшественником современного Кубка Америки, и занял на турнире второе место.
Помимо того, что Бертоне был де-факто играющим тренером в сборной Уругвая, после завершения игры в футбол он продолжил тренерскую деятельность. Бертоне с 1920 по 1922 год тренировал сборную Чили. Он возглавлял чилийцев на домашнем для них чемпионате Южной Америки 1920 года и на турнире в Бразилии 1922 года. Оба раза чилийцы выступили неудачно, заняв последние места на турнирах — четвёртое и пятое соответственно.
Помимо работы с национальными сборными, Бертоне работал с бразильскими клубами. Возглавлял «Сантос», «Ботафого» и «Фламенго». Стал первым иностранным тренером, который привёл «Фламенго» к титулу чемпиона штата Рио-де-Жанейро.
Хуан Карлос Бертоне умер в 1938 году. Спустя два года, 9 февраля 1940 года в чилийском городе Вилья-Алемана был образован футбольный клуб «Хуан Карлос Бертоне» (Club social y deportivo Juan Carlos Bertone).

## Титулы
Игровые
- Чемпион Уругвая (2): 1906, 1909
- / Обладатель Кубка Липтона (1): 1910

Тренерские
- Чемпион штата Рио-де-Жанейро (2): 1925, 1928